# Wyckerpoort
Wyckerpoort, vroeger ook wel Wyckerveld genoemd, is een woonwijk in het oosten van de Nederlandse stad Maastricht. Het is een van de 44 officiële buurten binnen de gemeente Maastricht. De buurt is genoemd naar de Duitse Poort of Wyckerpoort, een van de middeleeuwse stadspoorten van Maastricht.

## Geografische ligging
Wyckerpoort lag oorspronkelijk ingeklemd tussen de spoorlijn in het westen en de stadsautoweg N2 (President Rooseveltlaan) in het oosten. Sinds 2016 vormen de  Koning Willem-Alexandertunnel en Groene Loper de oostgrens. In het noorden en zuiden valt de buurtgrens samen met de binnenring van Maastricht, respectievelijk de Viaductweg en de N278. Wyckerpoort grenst in het westen aan Sint Maartenspoort, Wyck en Heugemerveld, in het zuiden aan Randwyck, in het oosten aan Scharn en Wittevrouwenveld, en in het noorden aan Nazareth en Limmel.
De buurt bestaat uit een viertal deelgebieden:
- het spoorwegemplacement met ten westen van de spoorlijn Maastricht - Venlo het bedrijfsterrein van O-I Manufacturing (vroeger de Kristalunie), en ten oosten daarvan de Koninklijke Mosa-terreinen;
- de Generaalsbuurt, de noordelijke woonbuurt rondom het Old Hickoryplein (genoemd naar de Old Hickorydivisie, de Amerikaanse legerdivisie die op 13 en 14 september 1944 Maastricht bevrijdde);
- de Professorenbuurt, tussen Professor Moserstraat en Scharnerweg, en oostelijk aansluitend het Koningsplein;
- zuidelijk van de Scharnerweg: de Heerderweg met omgeving, waaronder het bedrijventerrein Heerderdwarsstraat, en oostelijk daarvan de Oranjebuurt met Oranjeplein, Waldeck Pyrmontstraat, Prinsenlaan en Nassaulaan.

## Geschiedenis
De Heerderweg, Scharnerweg en Meerssenerweg zijn van zuid naar noord de oudste straten van Wyckerpoort: het waren eeuwenlang de oostelijke uitvalswegen van Maastricht naar respectievelijk Aken, Valkenburg en Meerssen. Hier treft men ook de oudste bebouwing van Wyckerpoort aan. 
In 1883 vestigden Louis (I) Regout en Louis (II) Regout, respectievelijk zoon en kleinzoon van Petrus (I) Regout, in het noorden van de wijk een porseleinfabriek tussen de Meerssenerweg en de westelijk daarvan gelegen spoorweg. Dit bedrijf groeide later uit tot de tegelfabriek Koninklijke Mosa. De villa Wyckerveld, eveneens aan de Meerssenerweg en gebouwd voor een andere zoon van Petrus Regout, Eugène, dateert uit dezelfde periode.
De eerste Maastrichtse plannen voor de woonwijk Wyckerpoort, toen nog Wyckerveld geheten, dateren uit 1919, toen stadsarchitect ir. J.Th.J. (Jos) Cuypers (1861-1959) een algemeen uitbreidingsplan opstelde. Op 1 januari 1920 werd Wyckerpoort, dat tot dan toe merendeels tot de gemeente Meerssen behoorde, ingelijfd bij Maastricht. De gemeente Maastricht was na de Woningwet van 1901 traag met het voorzien in huisvesting voor arbeiders en kleine middenstanders, maar begon ten slotte na de annexatie in Wyckerpoort en elders met grootschalige bouwprojecten.
Het deel van de wijk dat ten zuiden van de Scharnerweg ligt, viel tot 1920 onder de gemeente Heer. Wel had er al in 1907 een kleine annexatie plaats, waarbij de spoorwegovergang aan de Akerstraat en de kop van de Heerderweg en Sint Gerardusweg bij Maastricht kwamen. De eerste volkswoningbouw aan de Heerderweg was in 1903 een particulier initiatief van de pas door arbeiders uit Heer opgerichte Spaarbouwvereniging Sint Servatius.
Na de Tweede Wereldoorlog werd, gedeeltelijk op terreinen van het vroegere Mosa-stort, de Generaalsbuurt gebouwd. De royale dimensies van het Old Hickoryplein zijn een gevolg van het opzettelijk gunstiger voorstellen van de grondkosten.
In 1959 werd de tot dan toe rustige Wittevrouwenweg omgebouwd tot de ongelukkige A2-stadstraverse, die vanaf 2015 werd omgebouwd tot een dubbele, ondergrondse tunnel, de Koning Willem-Alexandertunnel, met daar bovenop de Groene Loper.

### Vogelaarwijk, A2-tunnel en Groene Loper
Samen met Limmel, Nazareth en Wittevrouwenveld werd Wyckerpoort in 2005 onderdeel van de Vogelaarwijk Maastricht-Noordoost. Door middel van extra investeringen hoopte men deze achterstandswijk om te vormen tot een zogenaamde prachtwijk. De gemeente Maastricht en de diverse woningcorporaties waren al langer bezig Wyckerpoort nieuwe kansen te bieden. Dit leidde tot een gezamenlijk plan voor Wyckerpoort en Wittevrouwenveld, waarbij het gebied rondom de kerk van Wittevrouwenveld en het Voltaplein in Wittevrouwenveld het nieuwe centrum voor de dubbelwijk moesten gaan vormen. Het nieuwe winkelcentrum, een nieuw buurtcentrum en een buurtpark zijn inmiddels in gebruik genomen. In Wyckerpoort heeft dit beleid met name in het noordelijk deel geleid tot leegstand van winkelpanden aan het Old Hickoryplein.
De bouw van de Koning Willem-Alexandertunnel, waardoor de Rijksweg 2 ondergronds verdween, leidde in Wyckerpoort tot grote overlast, maar heeft ook nieuwe perspectieven gebracht. Wel moest voor de bouw een deel van de bebouwing langs het stadstracé van de snelweg worden gesloopt. Nu de ondertunneling is afgerond (vier tunnelbuizen met elk twee rijstroken in twee lagen op elkaar gestapeld) is de President Rooseveltlaan een groene stadsboulevard geworden voor uitsluitend lokaal verkeer. Hierdoor is de fysieke barrière tussen Wyckerpoort en Wittevrouwenveld gedeeltelijk opgeheven.
In 2019 startte de bouw van woningen langs de Groene Loper. Op het terrein van het eerder gesloopte KPN-gebouw was een woongebouw gepland van architect Jo Coenen, maar dit plan ging vanwege de vastgoedcrisis niet door. Ook de woningbouwplannen voor het Mosaterrein aan de Meerssenerweg en de Professor Moserstraat werden om dezelfde reden uitgesteld.

## Voorzieningen
Wyckerpoort biedt een beperkt aantal voorzieningen op het gebied van winkels en horeca. Het beleid is om in de dubbelwijk Wyckerveld-Wittevrouwenveld winkels te concentreren rondom het Voltaplein in Wittevrouwenveld. Voor de leegstaande winkels aan het Old Hickoryplein zijn tijdelijke invullingen gezocht. In het zuiden van de wijk bevinden zich aan de Scharnerweg tussen de tunnel in de Akerstraat en de rotonde boven de Koning Willem-Alexandertunnel enkele winkels. Over de rotonde, dus buiten de wijk, is aan de Scharnerweg het winkelcentrum met supermarkt na de tunnelbouw gehandhaafd. 
De voormalige parochiekerk van de Heilige Familie aan het Old Hickoryplein in Wyckerpoort-Noord stond enige tijd leeg en is in 1999 gesloopt; hier staat thans het wijkcombinatiegebouw De Letterdoes. De bijbehorende rooms-katholieke parochie maakt sinds 1997 gebruik van de Heilig Hart van Jezuskerk (Koepelkerk). Verder zijn er enkele basisscholen en een middelbare school, het Sint-Maartenscollege. De Professor Pieter Willemsstraat was vroeger een echte scholenstraat. Behalve het Sint-Maartenscollege lagen hier drie andere scholen: de Maastrichtse huishoudschool in de Villa Wyckerveld, het Stella Maris College en later het Ster-college. Het Sint-Maartenscollege is gebleven, nu met hoofdingang aan de Noormannensingel; de overige zijn verhuisd. De buurt is, mede door de nabijheid van Station Maastricht, per openbaar vervoer uitstekend bereikbaar.

## Architectuur, stedenbouw, kunst in de openbare ruimte
De wijk Wyckerpoort telt een drietal rijksmonumenten en 37 gemeentelijke monumenten (151 panden). De villa Wyckerveld was eind 19e eeuw een van de eerste nieuwe bouwwerken in Wyckerpoort. Het ontwerp uit 1879 was van de Luikse architect Julien-Étienne Rémont. De villa, waarin na het gezin van Eugène Regout lange tijd een huishoudschool was gevestigd, is in 1994 verbouwd tot appartementencomplex. Daarbij is een deel van het originele ontwerp verloren gegaan. Al eerder was in 1965 het bijbehorende park verkleind door de bouw van het Sint-Maartenscollege. Het in dezelfde straat gelegen Ster-college is in 2012 verbouwd ten behoeve van studentenhuisvesting.
De Koepelkerk (officieel Heilig Hartkerk van Jezuskerk) van de architecten Alphons Boosten en Jos Ritzen (1896-1961) dateert grotendeels uit de jaren 1920. De kerk met zijn koperen koepel is herkenbaar aanwezig in het Maastrichtse stadssilhouet en is sinds 1997 een rijksmonument. Tegenover de Koepelkerk verrees rond 1920 een ambtenarenwijkje met kenmerkende hoektorens, rode daken en ommuurde voortuinen. Ook deze woningen, eigendom van de Woningbouwvereniging Woningzorg, hebben sinds eind jaren 1990 de status van rijksmonument (verdeeld over drie complexen). Op het Koningsplein staat een grote galerijflat met daarvoor het Limburgs bevrijdingsmonument van Charles Eyck. Iets zuidelijker staat op het Oranjeplein de torenflat van Gerard Holt uit 1960.
In het noordelijk deel van de buurt maakte in 2006 een winkelstrook aan de Meerssenerweg plaats voor praktijkwoningen van architectenbureau Bruls & Co. De fabrieksgebouwen van de Koninklijke Mosa aan de Meerssenerweg kunnen inmiddels voor een groot deel tot het industrieel erfgoed gerekend worden. Aan het Old Hickoryplein, op de plek van de gesloopte kerk, staat sinds 2001 een modern wijkcombinatiegebouw (school, buurthuis en sportaccommodatie) van architecte Liesbeth van der Pol. In het noordoostelijke puntje van de buurt staat de voormalige Levensschool "Pater Fortis", een ontwerp van Theo Boosten uit 1959. Het lichtblauw geverfde pand werd door de tunnelwerkzaamheden bedreigd, maar uiteindelijk toch behouden.

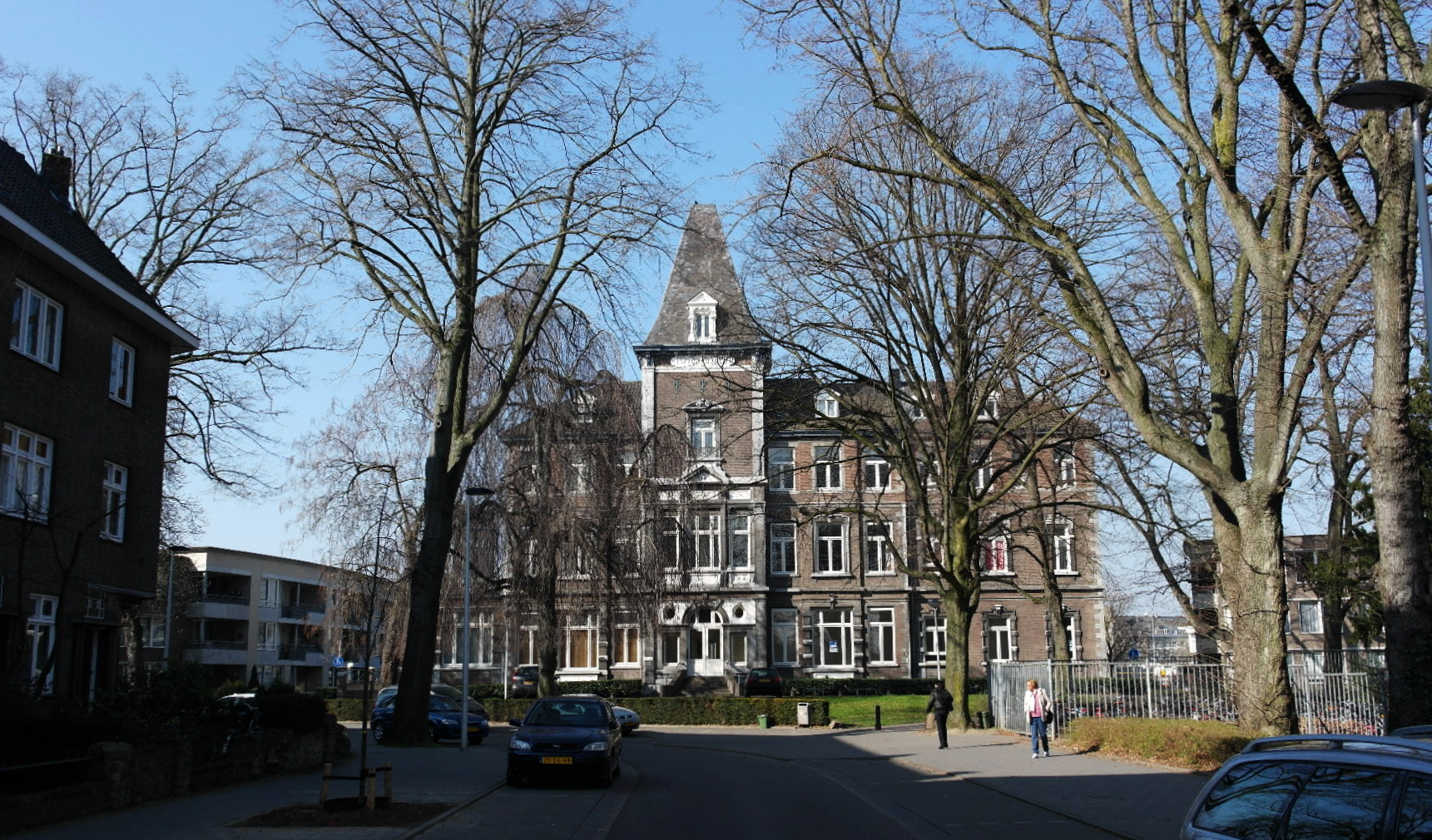
Villa Wyckerveld vanaf Meerssenerweg
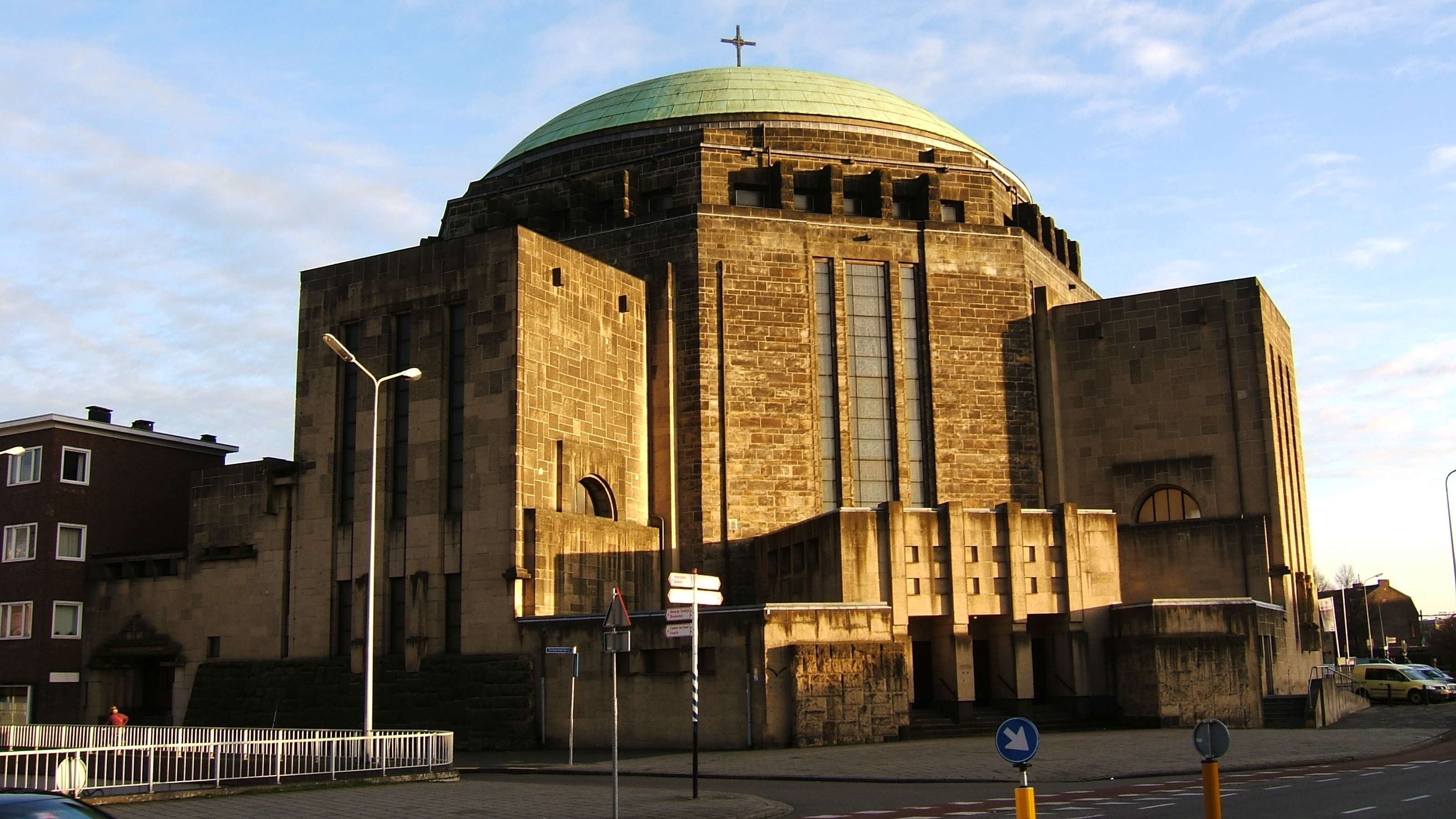
Koepelkerk, Heerderweg/Scharnerweg
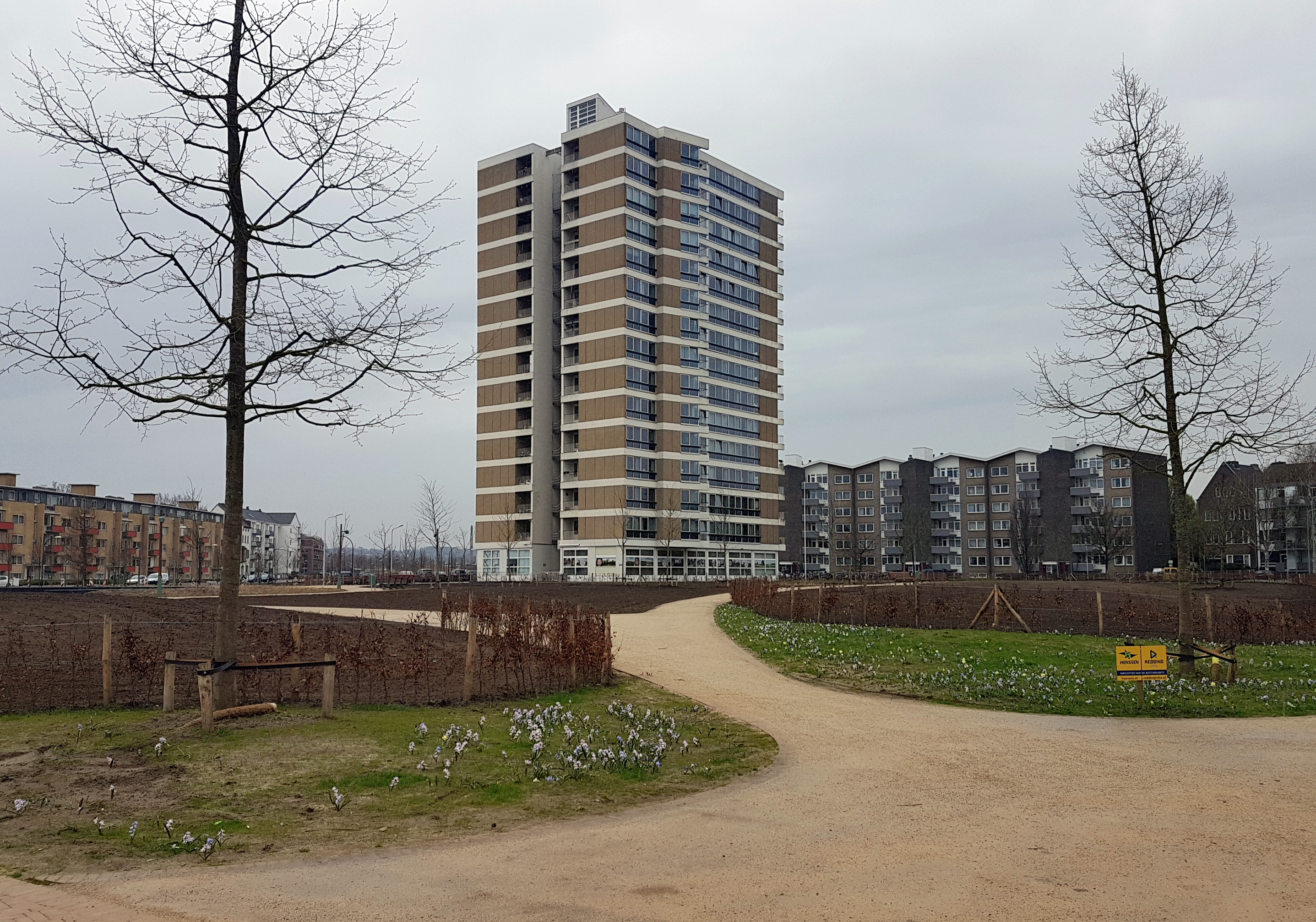
Oranjeplein/Vrijheidspark met Torenflat
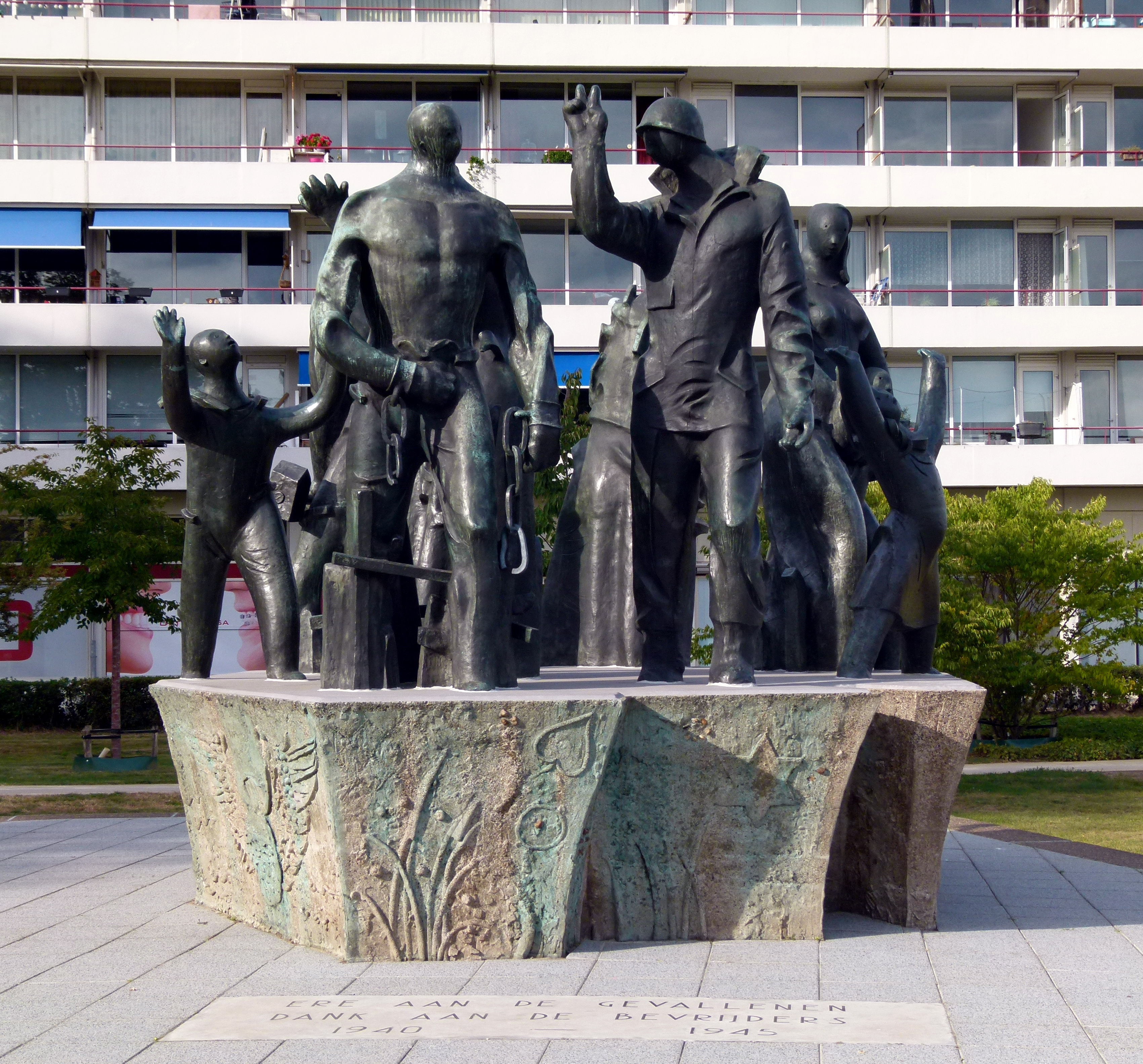
Bevrijdingsmonument van Charles Eyck
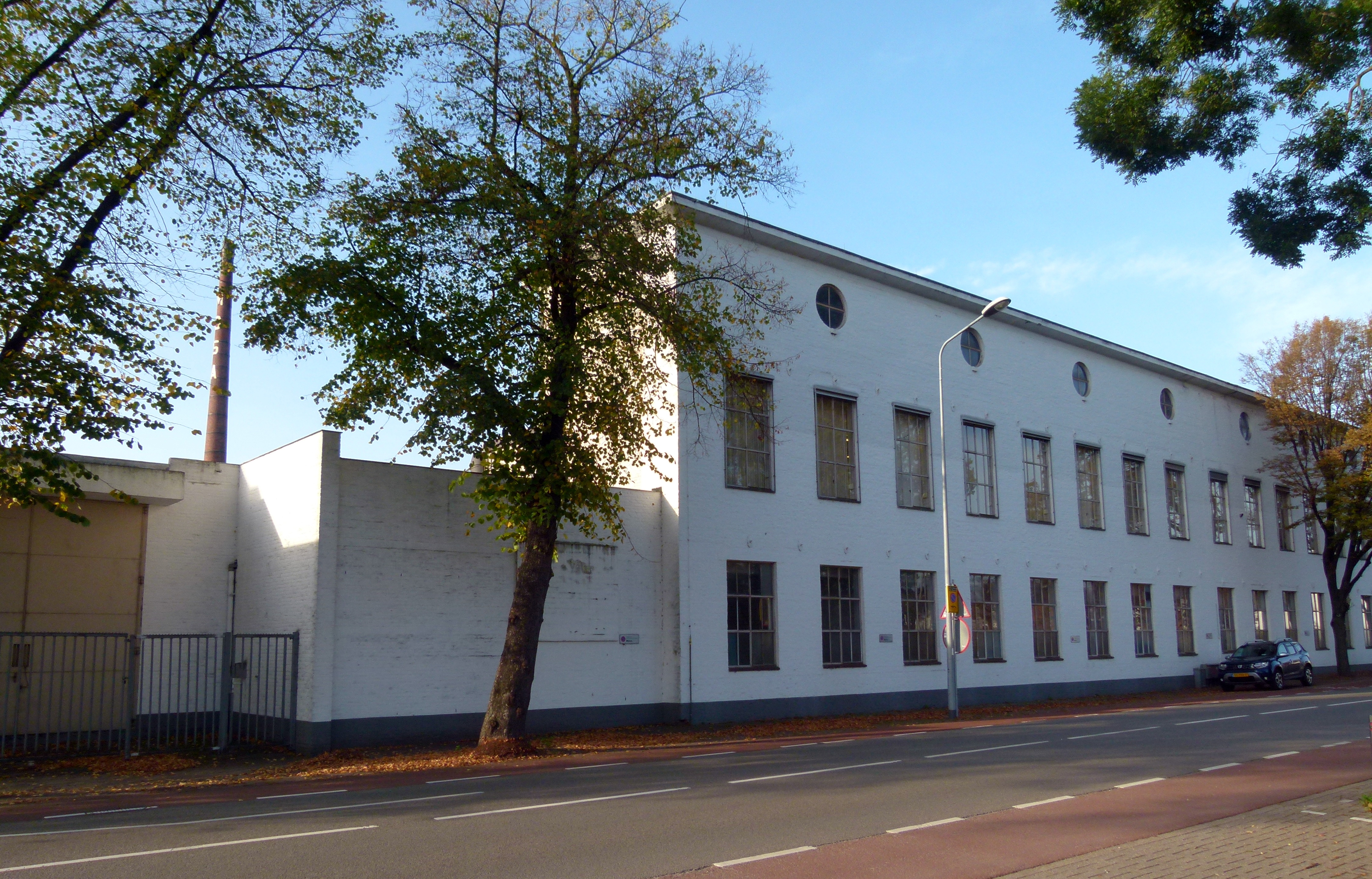
Mosa tegelfabriek, Meerssenerweg
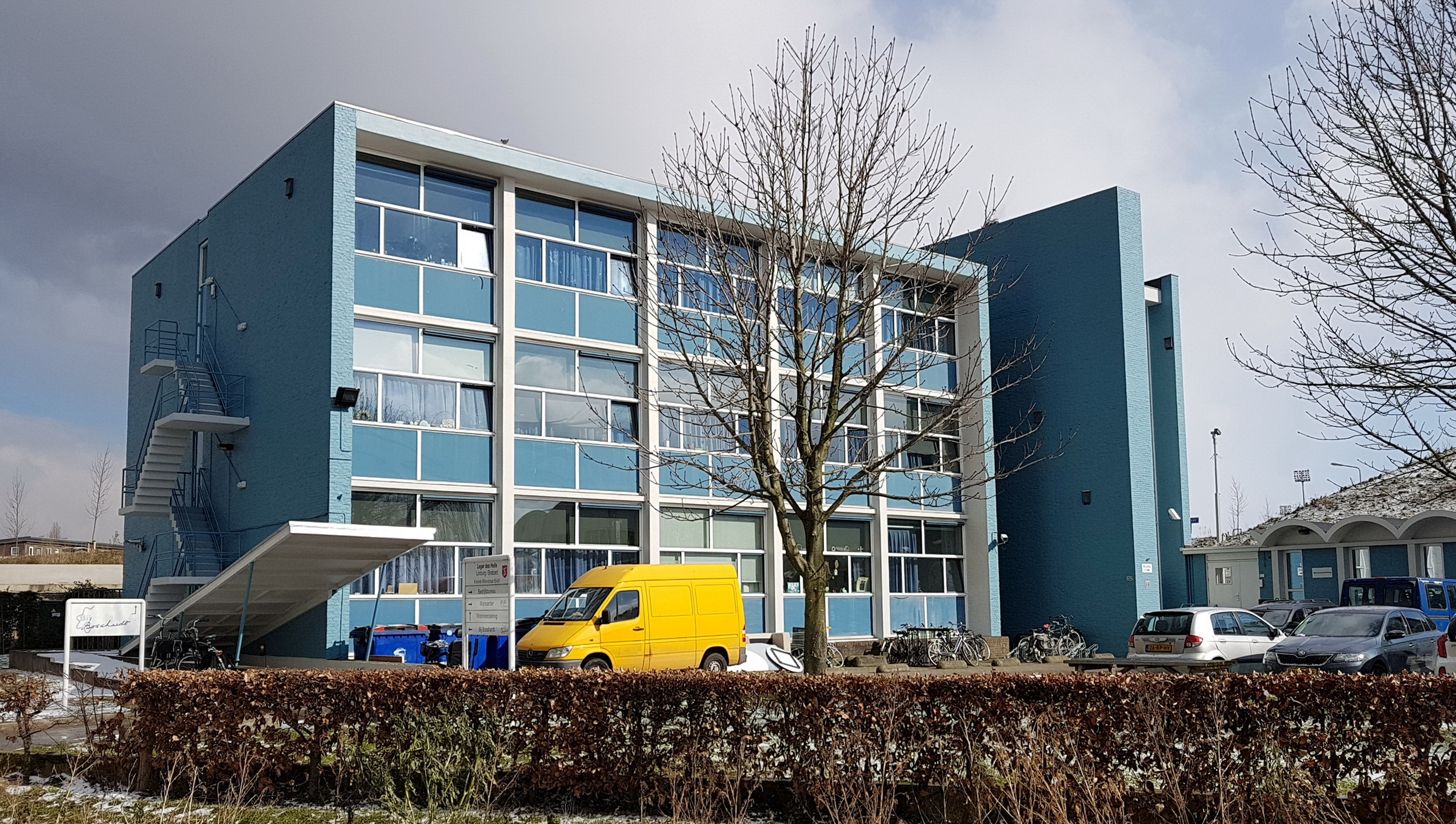
Vm. levensschool 'Pater Fortis', Kolonel Millerstraat
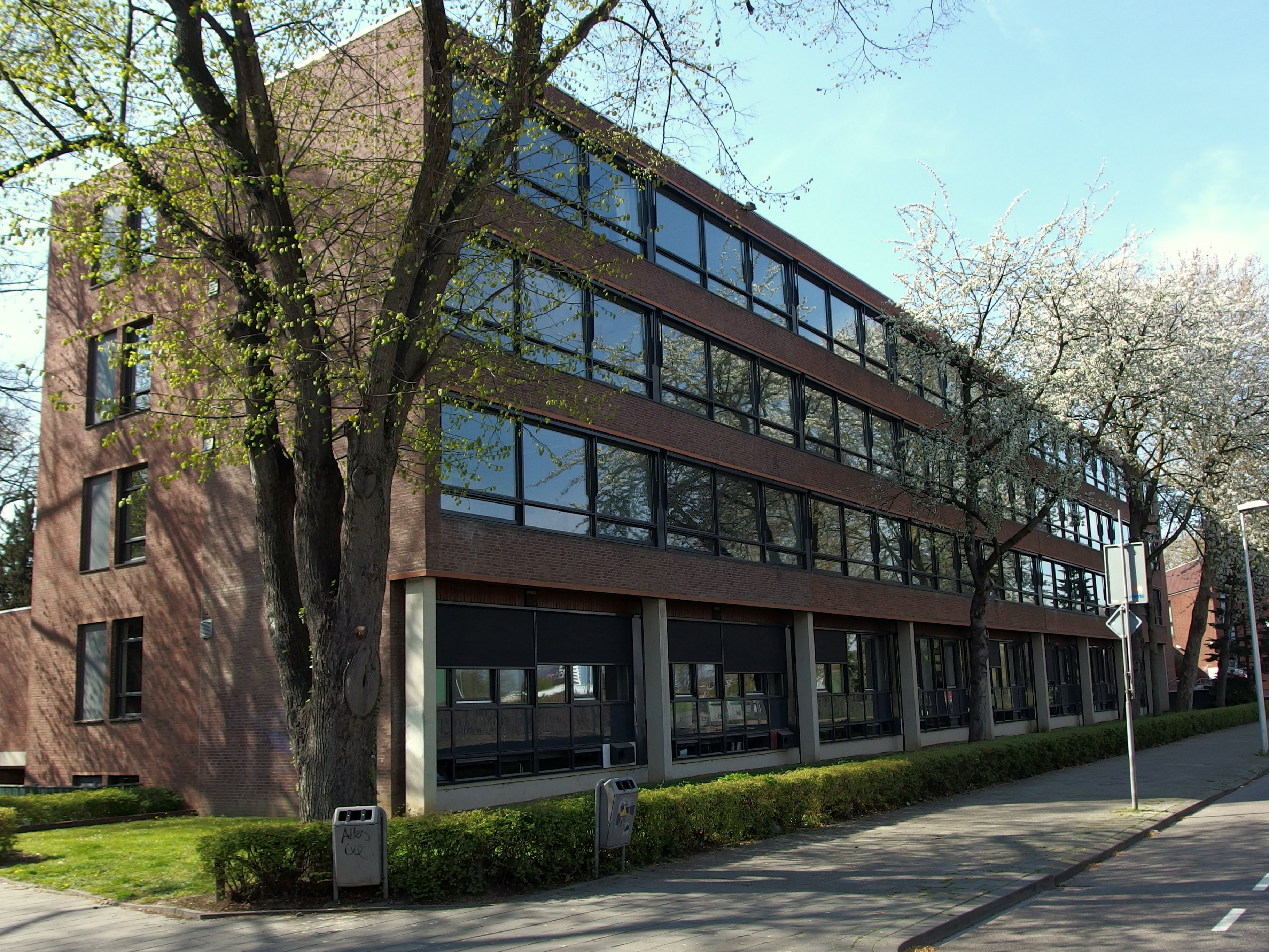
Sint-Maartenscollege, Noormannensingel
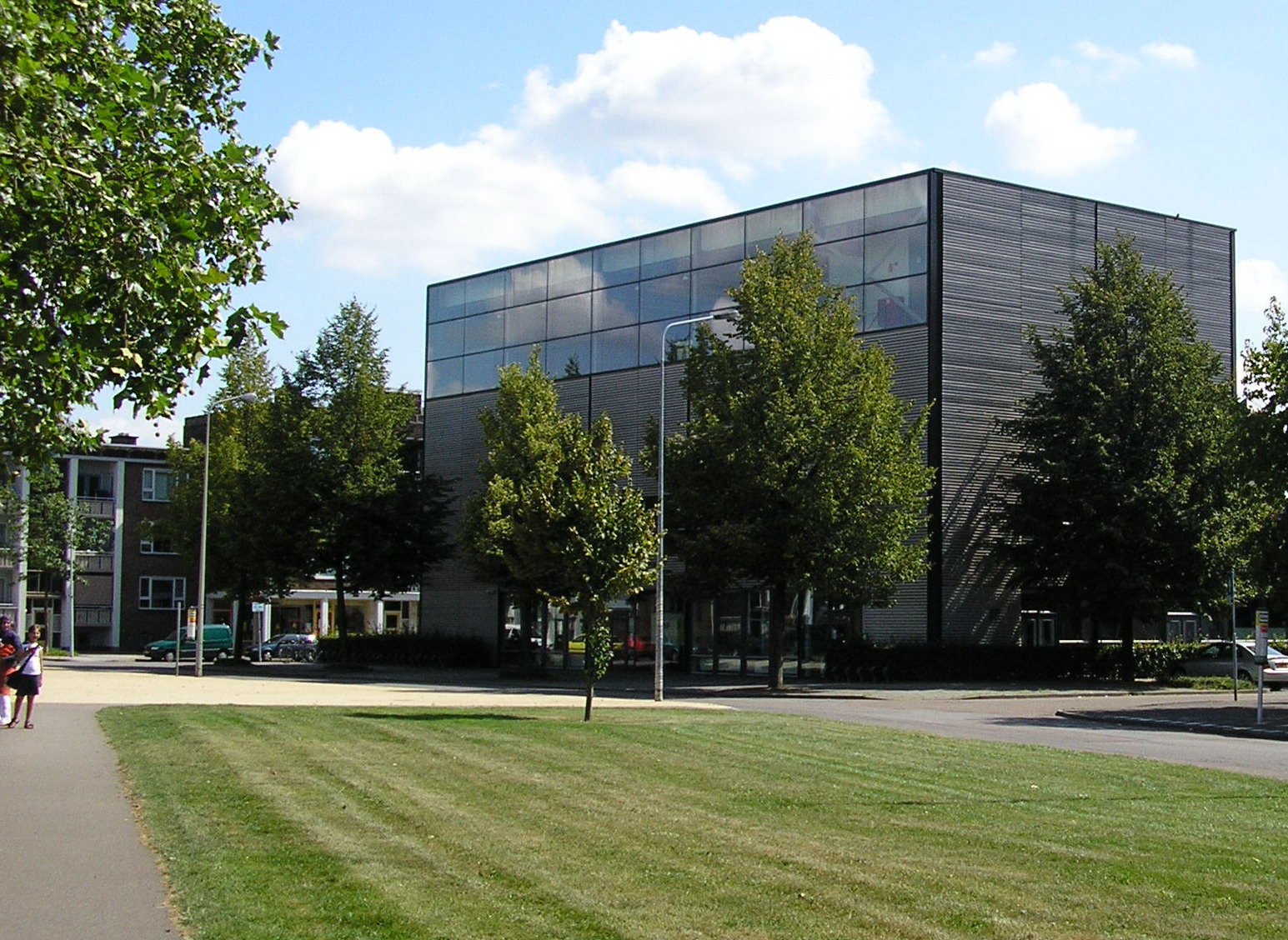
De Letterdoes, Old Hickoryplein
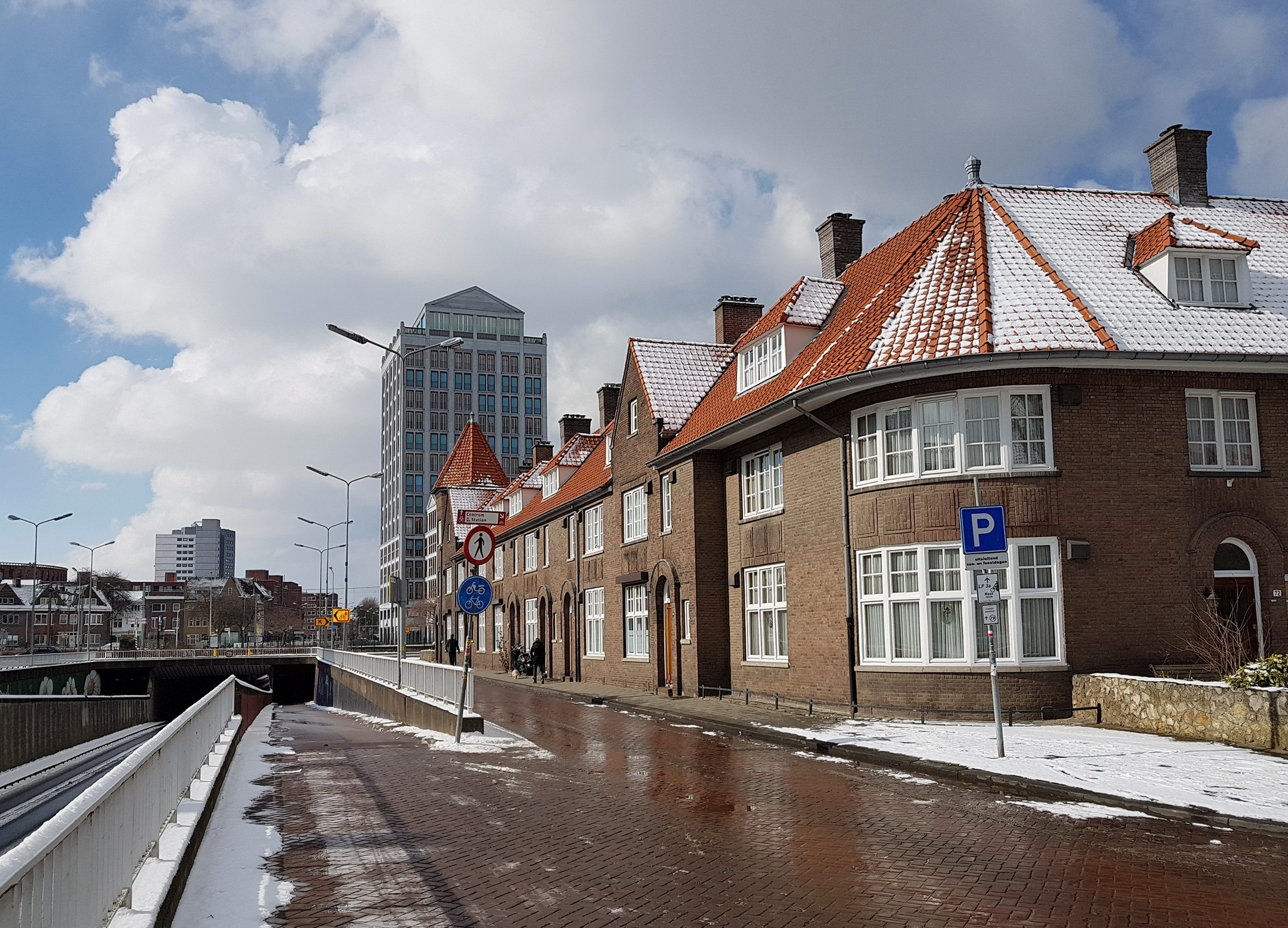
Ambtenarenwoningen aan de Scharnerweg
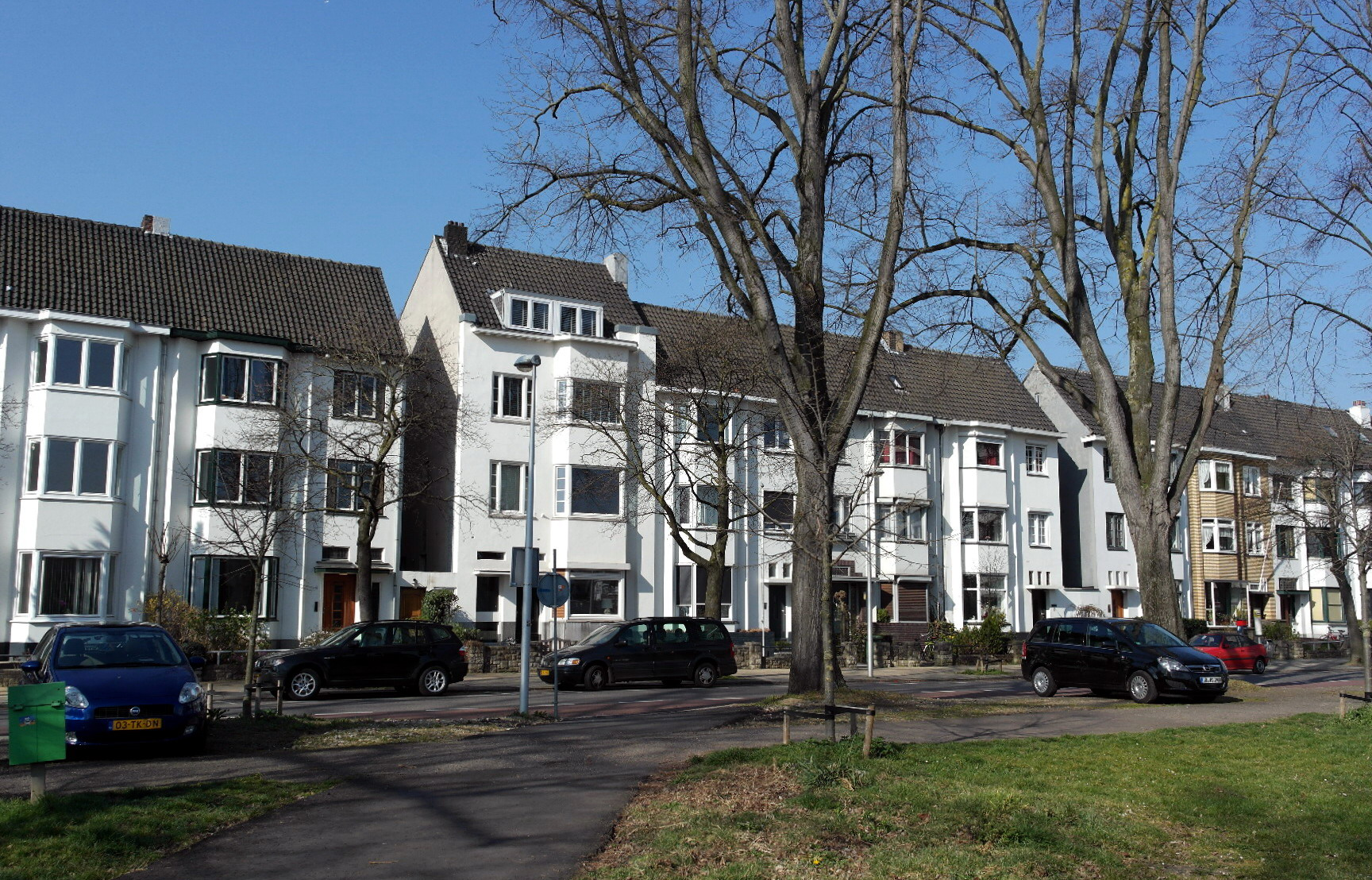
Vooroorlogse huizen aan het Koningsplein
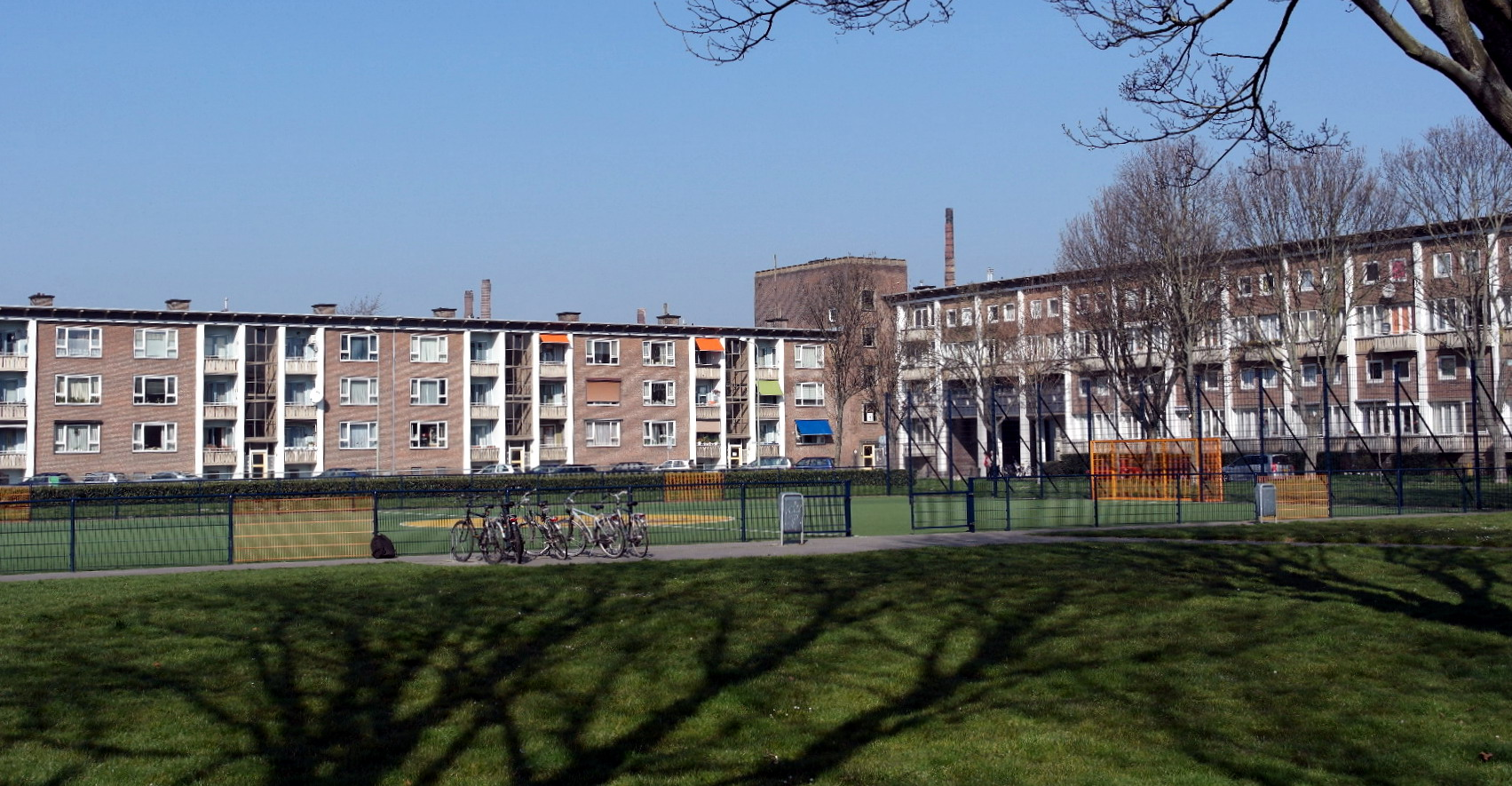
Sociale woningbouw Old Hickoryplein
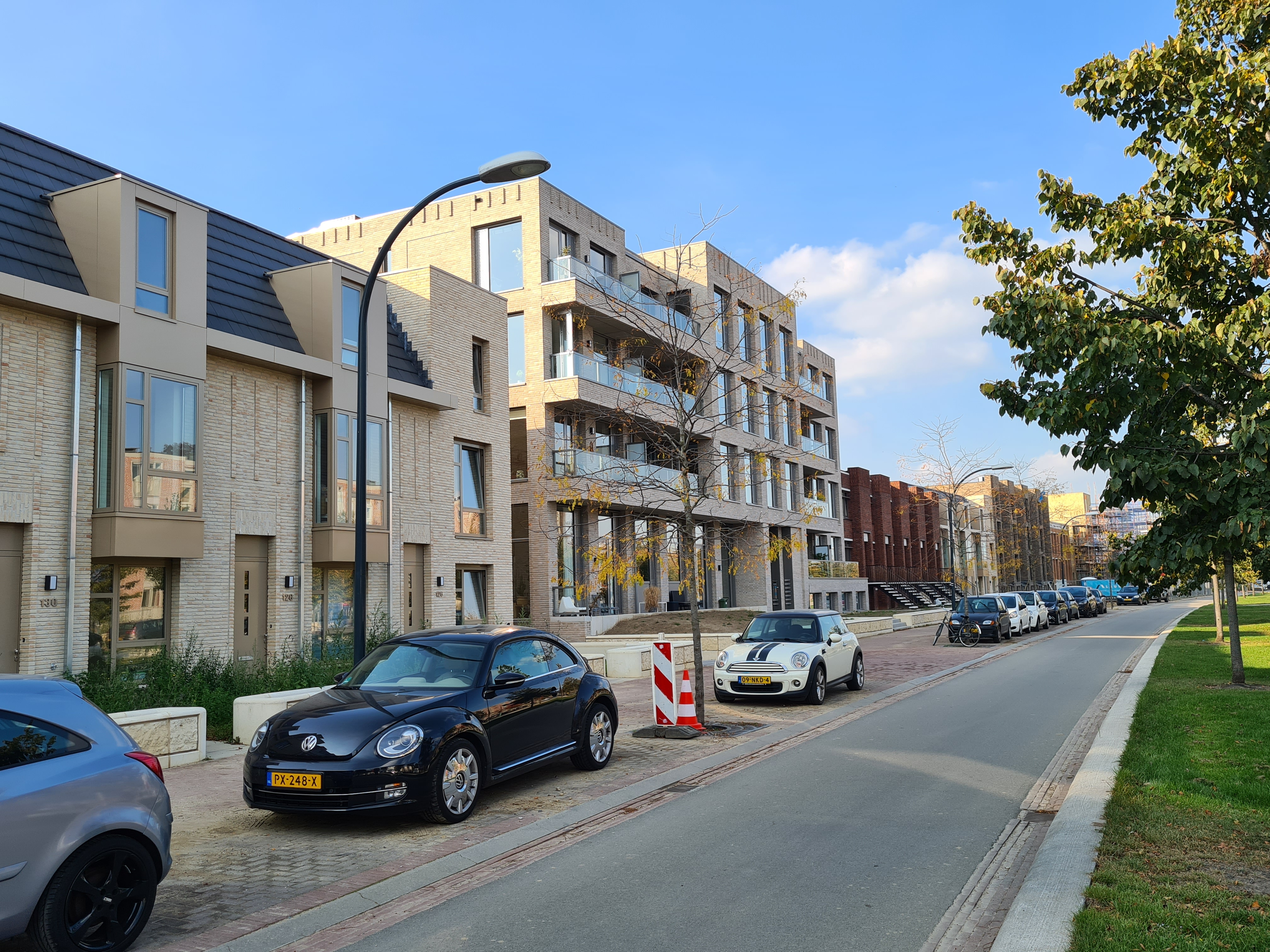
Nieuwbouw Groene Loper